# Loggia dei Bianchi
La Loggia dei Bianchi è un piccolo oratorio in via delle Gore, nella periferia nord-ovest di Firenze.
Preceduto da un portichetto con colonne in pietra, risale alla fine del Cinquecento ed ha una cupoletta ricoperta di conci a squame. La tradizione riporta il nome del fondatore dell'edificio: un mercante di origine bergamasca, Bernardo Corona, che in veste penitenziale si recava a Roma e sostò di fronte ad un affresco trecentesco con la Madonna col Bambino.
Il dipinto fu poi ritoccato ed arricchito con una cornice di legno intagliato. All'interno, dove si trova il frammento pittorico con l'immagine sacra; le pareti sono decorate da affreschi, in parte attribuiti a Bernardino Poccetti.